# 名手駅
名手駅（なてえき）は、和歌山県紀の川市名手市場にある、西日本旅客鉄道（JR西日本）和歌山線の駅である。

## 歴史
和歌山線の大和二見 - 和歌山（後の紀和駅）間は、私鉄の紀和鉄道により建設された。紀和鉄道では当初から当時の名手村に名手駅を開設する計画があり、1900年（明治33年）6月に行った設計では名手谷川より東側に設置する予定であった。名手村で鉄道の設計協議を行う委員として選ばれたのは、名手谷川の東の穴伏から2人、名手谷川の西の名手市場から2人で、紀和鉄道の原設計に対して、穴伏の委員は異議を唱えなかったものの、名手市場の委員は名手谷川の西に駅を移すべきであると主張して同意しなかった。停車場の位置選定は会社の権限に属することであるとして会社側はこれを拒否し村長に仲裁を求めたものの、村長も仲裁することができなかった。このため、会社側は一旦駅設置の計画を見送ることになった。名手市場やその紀ノ川対岸の麻生津などはミカンの産地でその発送を期待できたこともあり、地元からは駅設置見送りに失望の声が上がったが、会社は機が熟すのを待つということになった。
その後、村の設計委員は名手市場の西側の現在地に駅設置を行うならば設計に異議を唱えないと村助役の副署を添えて会社側に承諾書を提出し、停車場用地の寄付を行うこと、設置費用として1,000円を寄付することなどを申し入れた。これにより会社は駅設置の計画を再開することにした。しかしなおも争いがあり、村長は手続きが適正ではなかったので承諾書を取り消すと主張し、助役は適正であるのでそのままでよいと主張し、会社は適正なものとして駅設置の手続きを進めたため、村長側が逓信大臣に陳情書を提出するという事態となった。会社側はあくまで名手市場西側に設置するものとして、名手谷川東に設置を求める意見を拒み、先の逓信大臣への陳情書を取り下げるよう要求したが、村長の更迭騒ぎがあって取り下げが遅れ、その間に逓信大臣から事態の説明を求める文書が送付されるようなことになってしまった。こうした争議を経て、1901年（明治34年）10月1日にようやく駅が開設されている。

### 年表
- 1901年（明治34年）10月1日：紀和鉄道の笠田駅 - 粉河駅間に新設開業[7]。
- 1904年（明治37年）8月27日：紀和鉄道の路線を関西鉄道が承継。同社の駅となる。
- 1907年（明治40年）1月1日：関西鉄道が鉄道国有法により国有化[7]。国有鉄道の駅となる。
- 1909年（明治42年）10月12日：線路名称制定。和歌山線の所属となる。
- 1971年（昭和56年）10月1日：貨物の取り扱いを廃止[7]。
- 1984年（昭和59年）10月20日：荷物扱い廃止[7]。
- 1987年（昭和62年）4月1日：国鉄分割民営化により、西日本旅客鉄道の駅となる[7]。
- 2020年（令和2年）
  - 3月14日：ICカード「ICOCA」が利用可能となる[8]。
  - 6月1日：この日より終日無人駅となる。
- 2024年（令和6年）8月：名手駅南口を新設。

### その他
- 遅くとも1958年以降、全線電化時の1984年10月のダイヤ改正まで、和歌山線の和歌山方 - 五条間で中間駅での折り返しは原則として存在しなかったが、唯一の例外として和歌山方（時期によって現在の和歌山・紀和・和歌山市と変更されている） - 名手間の区間列車が1往復（後述のとおり片道1本の時期も）存在した。時期によって、午前中の運行・夕ラッシュ時の運行、上下1往復の運行・下りのみの運行・上りのみの運行など変更はあった。1984年10月以降は上り1本が和歌山 - 名手間は定期列車・名手 - 五条間は毎日運転の臨時列車となり名手発着便は実質消滅し、1985年3月改正の臨時運転区間のα列車化を経て、1986年3月改正で同列車が全区間定期列車化されたことにより名手発着便は名実ともに消滅した。なお、1984年10月のダイヤ改正で和歌山 - 粉河間の区間列車が昼間時に毎日運転の臨時列車として4往復設定され、1985年3月改正でα列車化・増便の上、1986年3月改正でこれらの列車が定期列車化されたことにより、この地域での運転区間の節目が実質名手から粉河へ移行したとも言える。

## 駅構造
相対式2面2線のホームを持つ行違い可能な地上駅。上り（1番）ホーム側に駅舎があり、2024年8月以前は下り（2番）ホームへは粉河寄りの無蓋跨線橋で連絡していた（現在は撤去）。
橋本駅が管理する無人駅。一部の列車を除き、すべての扉は開かない。
便所は、男女共用の汲み取り式。

### のりば
| のりば | 路線     | 方向 | 行先             |
| ------ | -------- | ---- | ---------------- |
| 1      | 和歌山線 | 上り | 橋本・五条方面   |
| 2      | 和歌山線 | 下り | 粉河・和歌山方面 |

## 利用状況
近年の1日平均乗車人員は以下の通り。
| 乗車人員推移 | 乗車人員推移 |
| 年度         | 1日平均人数  |
| ------------ | ------------ |
| 1998         | 844          |
| 1999         | 808          |
| 2000         | 739          |
| 2001         | 715          |
| 2002         | 630          |
| 2003         | 607          |
| 2004         | 607          |
| 2005         | 576          |
| 2006         | 583          |
| 2007         | 565          |
| 2008         | 582          |
| 2009         | 552          |
| 2010         | 576          |
| 2011         | 540          |
| 2012         | 537          |
| 2013         | 558          |
| 2014         | 553          |
| 2015         | 555          |
| 2016         | 527          |
| 2017         | 491          |
| 2018         | 490          |
| 2019         | 438          |
| 2020         | 399          |
| 2021         | 382          |
| 2022         | 391          |

## 駅周辺
- 紀の川市役所那賀支所（旧・那賀町役場）
- 青洲の里 - 春林軒、フラワーヒルミュージアム、華岡青洲顕彰記念公園
- 旧名手宿本陣 - 華岡青洲の妻加恵の実家、国の重要文化財3棟、国指定史跡
- 飯盛山城址
- 紀の川市立名手小学校
- 紀陽銀行名手支店
- オークワ紀の川名手店
- 国道24号
- 紀の川市地域巡回バス 名手上那賀支所コース、川原西脇コース - 名手駅前バス停

## 隣の駅
西日本旅客鉄道（JR西日本）
 和歌山線
■快速（粉河駅以東各駅停車）・■普通
西笠田駅 - 名手駅 - 粉河駅